# 松田浩二
松田 浩二（まつだ こうじ）は、ゲームデザイナー、イラストレーター、薬剤師。東京都江東区出身。城西大学薬学部卒。当初は松田浩（まつだ ひろし）というペンネームを使っていた。トゥルー・ラブストーリーシリーズのキャラクターデザインおよび原画で知られる。

## 来歴
東邦大学付属東邦中学校・高等学校にて、後にインターチャネルでゲーム開発に携わる多部田俊雄らと知り合う。これが縁となり、大学時代は多部田と別の大学に進むも、ゲームソフトを開発したり、月刊マイコンにてゲーム紹介記事やイラスト・4コマ漫画などを執筆したりした。これらの記事、特に4コマ漫画『がんばれタベタくん』はアナーキーかつ彼ら「多部田ファミリー」の腐れ縁ぶりを如実に示しており、それまで硬派な印象のあった月刊マイコンにあって異彩を放っていた。なお大学で松田は漫画研究会に所属しており、このときの後輩に、後に漫画家としてプロデビューする浅美裕子がいた。この縁で浅美も月刊マイコンにて4コマ漫画を執筆することがあった。
大学卒業後はビッツラボラトリーに所属し、家庭用ゲームソフトの移植作業などに携わった後、代表作であるトゥルー・ラブストーリーシリーズの原画を手がける。
家業の薬局を継ぐため、トゥルーラブストーリー3を最後にゲーム業界から身を引いている。

## ゲーム
- オストリッチ（MSX用パズルアクション、日本コロムビア）開発全般
- スーパーダライアス（ダライアスのCD-ROM²移植、NECアベニュー）開発参加
- ダライアスプラス（ダライアスのPCエンジン移植、NECアベニュー）開発参加
- スプラッシュレイク（オストリッチのCD-ROM²移植、NECアベニュー）
- CD麻雀美少女中心派（PCエンジン用脱衣麻雀、ハッカーインターナショナル）キャラクターデザイン
- トゥルーラブストーリー1～3（PS/PS2用恋愛シミュレーション、アスキー/エンターブレイン）キャラクターデザイン・原画担当

## 雑誌・書籍記事
- 月刊マイコン ホビーコーナー 他
- マイコンBASICマガジン 『松田浩のキャラクタ・ダンシング！』 他
- P/ECEハンドブックvol.2 『緋色の霧』 『じゃんぴーすDX』 他
- PCエンジン雑誌内のNECアベニュー記事のイラストや雑誌掲載の同社の広告イラストなど